# Angelo Lombardi
Angelo Lombardi (Genova, 1910 – Roma, 29 agosto 1996) è stato un conduttore televisivo italiano, attivo tra l'altro nell'ambito della divulgazione scientifica televisiva in Italia.

## Biografia
Nato in una famiglia di origine contadina, si spostò in Somalia  nel 1933, dove iniziò l'attività di cacciatore di belve. Ben presto tuttavia la sua curiosità e sensibilità nei confronti degli animali esotici lo spinse a smettere di cacciarli per ucciderli e a dedicarsi piuttosto alla conoscenza delle loro abitudini e della loro vita. In breve Lombardi divenne uno dei maggiori fornitori di animali per i parchi zoologici d'Europa ed aprì un suo giardino zoologico privato a Salsomaggiore.
La sua familiarità con gli animali gli procurò le prime collaborazioni con l'industria cinematografica come consulente di scena o come scenografo in parti dove necessitavano presenze di animali. Nel film La corona di ferro, diretto da Alessandro Blasetti nel 1941, esordì come controfigura di Massimo Girotti per girare la scena in cui il protagonista si trova nella fossa dei leoni.
Dopo la guerra venne incaricato di ricostruire lo Zoo di Napoli devastato dai bombardamenti alleati e dalle razzie che non avevano risparmiato gli animali. Nel 1956 apparve per la prima volta in televisione, accanto a Bianca Maria Piccinino, in una propria trasmissione - L'amico degli animali - andata in onda per più di settanta puntate. Questo programma viene indicato come primo esempio di documentario televisivo in Italia.

Angelo Lombardi Bianca Maria Piccinino e Andalù, nel 1957

La trasmissione si proponeva, con spirito scientifico-educativo, di far conoscere ai teleutenti varie specie animali, mostrarle dal vivo ed educare verso il rispetto reciproco. Celeberrima la sua frase d'apertura, «Amici dei miei amici, buonasera...», l'altra «Non mi vedrete, ma sentirete la mia voce!» ed infine, rivolto al suo aiutante di colore Andalù, cui, affidando gli animali perché se ne introducessero di nuovi, diceva: «Andalù, portalo/li via». Famosa anche una sua involontaria "gaffe" che anticipò quella altrettanto famosa di Mike Bongiorno con la signora Longari. In una puntata sui pappagalli, Lombardi invitò il suo aiutante a prendere il volatile e avvicinarlo a una spettatrice, dicendogli: "Andalù, mostra l'uccello alla signora".
Oltre alla sua popolarissima trasmissione televisiva, Lombardi continuò nel dopoguerra a lavorare nel cinema, dapprima nuovamente come collaboratore di Blasetti nel film Fabiola del 1949 ed in seguito prestando la sua opera di consulente anche per produzioni statunitensi, tra le quali si ricordano Ben Hur, Cleopatra e La Bibbia. In quest'ultimo film Lombardi riuscì a coordinare sul set la presenza di oltre milleottocento animali appartenenti a diverse specie.
Il 29 giugno 1967 il rettilario dei Lombardi, che era ospitato nei sotterranei della Stazione Termini di Roma, fu distrutto da un incendio. Lombardi ha sostenuto l'apertura dei primi giardini zoologici e parchi safari in Italia, come quelli di Pistoia, Bussolengo e Fasano, e ha scritto libri sugli animali.
. Singolarmente, ad un certo punto della sua vita fu inopinatamente accusato di maltrattamento di animali, e, solo dopo varie vicissitudini, fu scagionato.
Il figlio Guido ha continuato la sua attività, ed ha raccontato in un libro diversi aneddoti riguardanti la carriera del padre.
Nel 1976, ideò e realizzò la costruzione del Safari Park di Pombia che, oltre che un parco safari, è anche parco faunistico e di divertimenti.
È scomparso nel 1996 all'età di 86 anni, stroncato da un infarto nella sua abitazione situata nel quartiere romano della Balduina.

## Filmografia

### Cinema

#### Attore
- Pugni, pupe e marinai, regia di Daniele D'Anza (1961)

#### Consulente
- Inferno giallo, regia di Géza von Radványi (1942)
- Due cuori fra le belve, regia di Giorgio Simonelli (1943)
- Ben-Hur (Ben-Hur), regia di William Wyler (1959)
- Cleopatra (Cleopatra), regia di Joseph L. Mankiewicz (1963)
- La Bibbia (The Bible: In the Beginning...), regia di John Huston (1966)

#### Controfigura
- La corona di ferro, regia di Alessandro Blasetti (1941), non accreditato

### Televisione
- L'amico degli animali (Programma Nazionale, 1956-1964), con Bianca Maria Piccinino (78 puntate)